# Missió Multidimensional Integrada d'Estabilització de les Nacions Unides a Mali
La Missió Multidimensional Integrada d'Estabilització de les Nacions Unides a Mali (MINUSMA) va ser establerta per la resolució 2100 del Consell de Seguretat de les Nacions Unides de 25 d'abril de 2013, per donar suport als processos polítics al Mali després de la rebel·lió tuareg de 2012 i dur a terme una sèrie de tasques relacionades amb la seguretat. S'ha demanat a la Missió que ajudi a les autoritats de transició de Mali a estabilitzar el país i aplicar el full de ruta de transició. Es va desplegar oficialment l'1 de juliol. MINUSMA és la missió de manteniment de la pau més perillosa de l'ONU, amb 150 soldats de pau morts per una força d'uns 11.000.

Mapa de Mali

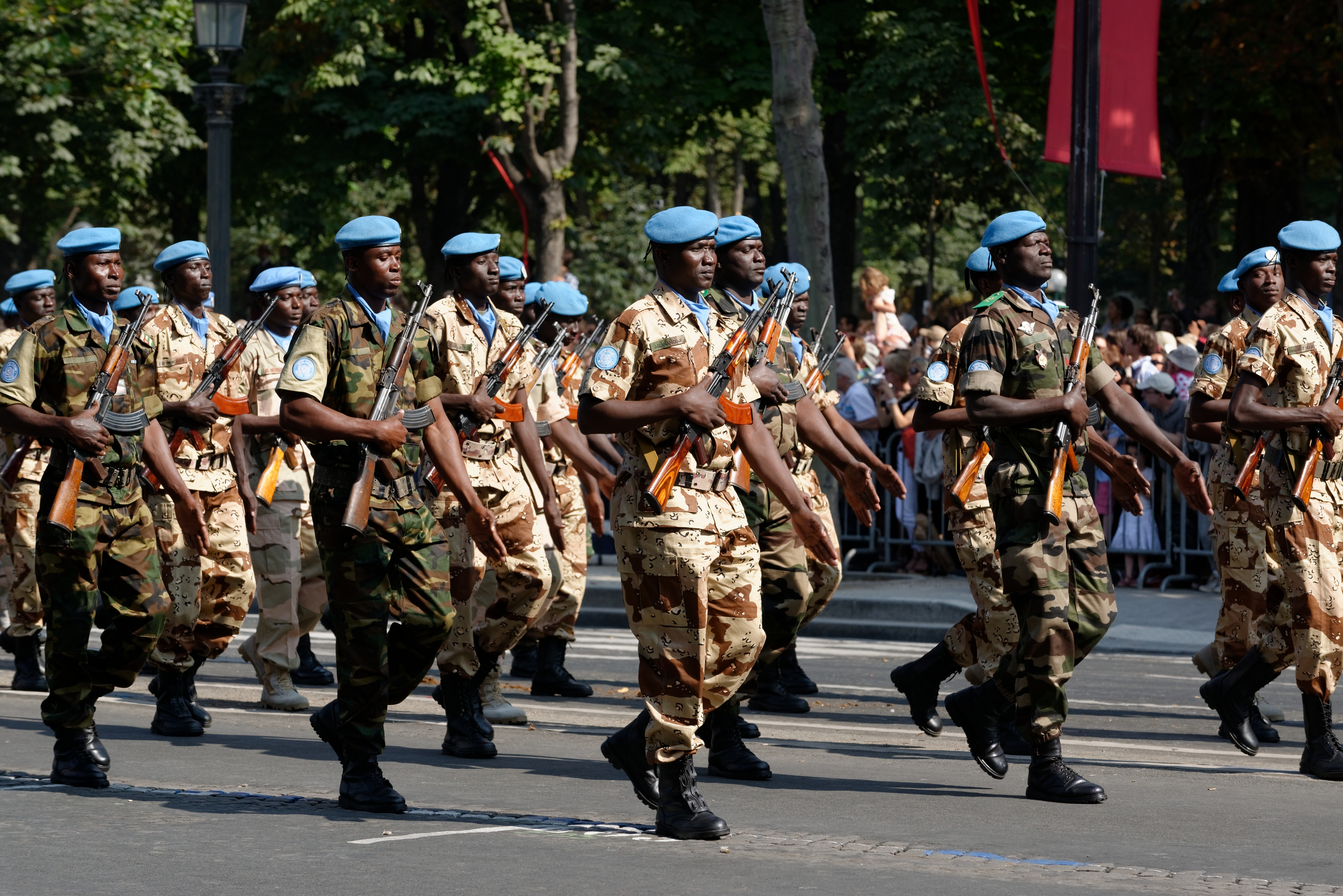
Parada de la MINUSMA a París, 2013

## Mandat
El Consell va aprovar per unanimitat la resolució del 25 de juny de 2014, i decideix que la Missió ha de centrar-se en els drets tals com:
- Garantir la seguretat
- Estabilització i protecció dels civils; recolzant al diàleg nacional sobre política i reconciliació;
- Donar suport al restabliment de l'autoritat de l'Estat en tot el país,
- Reconstrucció del sector de la seguretat,
- La promoció i protecció dels drets humans.

Al costat de MINUSMA, hi ha altres operacions de pau a Mali. Es tracta de la missió de la Unió Europea EUCAP Sahel Mali i EUTM Mali.

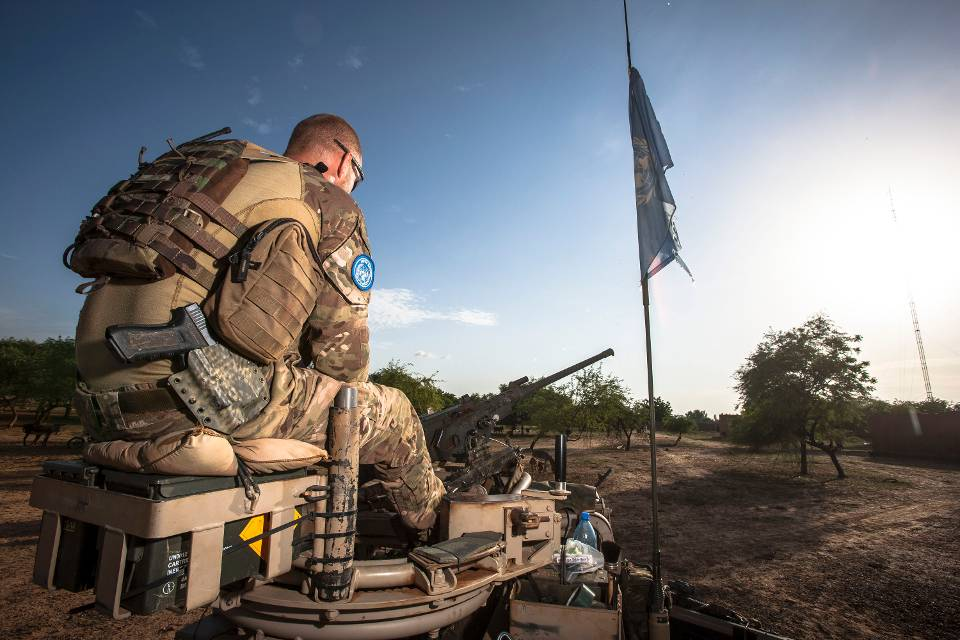
Soldat neerlandès de la MINUSMA al Mali.

## Història
El 2012, els tuareg i altres pobles de la regió del nord de Mali van començar una insurrecció al nord sota la bandera del Moviment Nacional per l'Alliberament de l'Azawad. Després d'alguns èxits i queixes inicials de l'exèrcit de Mali, que no estava preparat per combatre els insurgents, que s'havien beneficiat d'una afluència d'armament pesat de la Guerra Civil de Líbia de 2011, així com altres fonts, elements de l'exèrcit van organitzar un cop d'estat militar el 21 de març de 2012. Després del cop d'Estat, els rebels van fer avanços per capturar les tres ciutats més grans del nord: Gao, Timbuktu i Kidal. Després de les sancions econòmiques i un bloqueig per la Comunitat Econòmica dels Estats de l'Àfrica Occidental (ECOWAS) al país, es va signar un tractat negociat a Burkina Faso pel president Blaise Compaoré sota els auspicis de l'ECOWAS, pel qual Amadou Sanogo cedeix el poder a Dioncounda Traoré per assumir la presidència en una capacitat interina fins que es realitzin eleccions.
L'1 de juliol de 2013, 6.000 d'un total futur de 12.600 cascs blaus de França i de la Missió Internacional Africana de Suport al Mali (AFISMA) es va fer càrrec oficialment de patrullar el nord del país. S'espera que el grup jugui un paper en les eleccions presidencials de Mali de 2013. La força és la tercera força de manteniment de la pau de l'ONU més gran en funcionament al món.

## Organització i forces
La seva seu es troba a la capital de Mali, Bamako. La Intel·ligència militar és avaluada per la Seu de la Força U2- Secció d'Intel·ligència. La força està dirigida pel major general belga Jean-Paul Deconinck.
El desplegament màxim de la MINUSMA autoritzat per l'ONU és de 12.640 efectius, entre ells 11.200 soldats.
Al juliol de 2013, les tropes es componen d'elements principalment de l'exèrcit del Txad (uns 2.000 homes), de l'Exèrcit de Nigèria (uns 1.200 homes), l'exèrcit del Níger (uns 675 homes) de l'exèrcit de Benín (uns 650 homes), de l'Exèrcit de Burkina Faso (uns 500 homes), de l'exèrcit del Togo (uns 500 homes), i l'exèrcit senegalès (uns 500 homes) asseguraran diverses ciutats importants al país.
A partir del 31 de gener de 2013, la missió comptarà amb 601 persones (5.201 militars i 809 policies de 30 països). El seu pressupost aprovat per al període comprès entre 1 de juliol a 31 de desembre de 2013 serà de 366,774,500 dòlars estatunidencs.

## Incidents
A l'octubre de 2013, un atacant suïcida va atacar els soldats txadians resultant provocant la mort de dos soldats.
El 13 de desembre, dos soldats senegalesos van morir en un bombardeig fora del Banc Malià de Solidaritat a Kidal un dia abans de la segona volta de les eleccions parlamentàries de Mali de 2013. En octubre de 2014 10 soldats van morir, nou del Níger i un del Senegal, a prop de Gao i Kidal, respectivament, elevant el nombre total de soldats morts de la missió a 21 amb dotzenes més ferides. El ministre d'Afers Exteriors de Mali, Abdoulaye Diop, va demanar al Consell de Seguretat que enviés una força de desplegament ràpid al país, afirmant que hi havia un augment dels narcotraficants i dels combatents islamistes. El cap de la missió de pau, Hervé Ladsous, també va parlar amb l'oficina de l'ONU de Bamako, on va assistir a un servei de memorial per als soldats morts. Va afegir que una combinació de factors havia conduït a l'augment dels atacs contra les tropes de l'ONU, inclosa la retirada de les forces franceses i la percepció de manca de forces de seguretat malianes, ja que la MINUSMA era la principal presència internacional a la zona. També va assenyalar que l'ONU ja no treballava en un entorn de manteniment de la pau, sinó que buscava augmentar la protecció del personal, equipament i bases de la missió.
Un total d'almenys 44 soldats han estat assassinats a causa dels atemptats i bombardejos de grups islamistes durant el conflicte en curs.